# Praia de Barra do Graú
Encontro do Rio Graú com o mar.

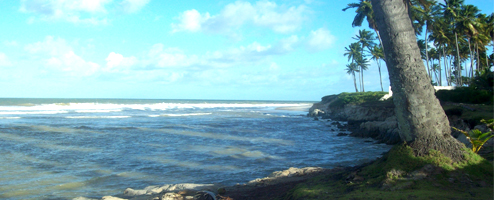
Vista panorâmica da Praia de Barra do Graú

Barra do Graú é uma praia brasileira do município de Pitimbu, no estado da Paraíba. Fica ao norte da Praia Bela e a Sul de Tambaba. Com esta localização não tinha como o lugar não ser magnífico, belezas naturais que encantam e tranquilidade que apaixonam.. 
O rio Graú, marca a divisa do município do Conde com a cidade de Pitimbu. Formando um belíssimo manguezal, o encontro do Rio com o mar, é um verdadeiro milagre ecológico, de beleza natural. A praia possui um estuário
.
A extensão da praia é longa. A areia cheia de conchas e o mar de tombo são características do lugar. Mas se o turista quiser um banho tranquilo, tem  rio com águas claras e frescas que forma piscinas calmas. E na maré alta toda a paisagem se modifica.